# NGC 4675
NGC 4675 (другие обозначения — UGC 7935, MCG 9-21-39, ZWG 270.19, IRAS12432+5500, PGC 42998) — спиральная галактика с перемычкой (SBb) в созвездии Большая Медведица.
Этот объект входит в число перечисленных в оригинальной редакции «Нового общего каталога».
В галактике вспыхнула сверхновая SN 1997Y типа Ia, её пиковая видимая звездная величина составила 14,8.